# North Sea Jazz Festival
Le North Sea Jazz Festival (« Festival de jazz de la mer du Nord » en français) est un festival de musique annuel qui a lieu le deuxième weekend de juillet à Rotterdam. Jusqu'en 2005 le festival se trouvait au centre des congrès des Pays-Bas (le World Forum) à La Haye, depuis 2006 le festival se trouve à Rotterdam.

## Étymologie
Le nom « North Sea Jazz Festival » (le festival de jazz de la mer du Nord) vient du fait que ce festival de jazz avait lieu à La Haye, où la mer du Nord est à proximité, tout comme Rotterdam où le festival a lieu depuis 2005.

## Histoire
En 1976, le festival de jazz fut fondée par Paul Acket, homme d'affaires et amateur de jazz, qui avait amassé une fortune dans les années 1960 avec des magazines de musique. Lorsque Acket vendait son entreprise en 1975, il a été en mesure de développer et sponsoriser le North Sea Jazz Festival. Acket voulait présenter différents styles de jazz au public, du jazz américain à l'avant-garde européenne. En 1976, la première édition du festival a eu lieu à La Haye, six podiums, 30 heures de musique et 300 musiciens ont accueilli plus de 9000 visiteurs. Plein de grands musiciens de jazz ont joué au North Sea Jazz Festival, y compris Sarah Vaughan, Count Basie, Dizzy Gillespie, Miles Davis et Stan Getz.
Depuis 2006, le North Sea Jazz Festival a lieu à l'Ahoy Rotterdam. En effet, l'organisation était d'avis que le World Forum Convention Center de La Haye, après la démolition de plus de la moitié du complexe, n'offrait plus suffisamment d'espace pour le festival (et parce que cela signifiait qu'un budget équilibré ne pouvait plus être réalisé de cette manière). Les installations de l'Ahoy sont beaucoup plus spacieuses que celles de l'ancien emplacement, ce qui assure une meilleure visibilité et une bonne circulation du public entre les différentes salles de concert. Toutefois, la capacité du festival n'a pas été augmentée, de sorte que le caractère "spacieux" du nouvel emplacement est préservé. Une grande attention a également été accordée au flux de visiteurs, de sorte que celui-ci reste bon, même pendant les heures d'affluence. Depuis que le North Sea Jazz Festival a déménagé à Rotterdam, un "North Sea Round Town Festival" est organisé au cours des deux semaines précédant le festival proprement dit, plus de deux cents concerts de jazz, pour la plupart gratuits, ont ainsi lieu dans une centaine d'endroits.

## Prix décernés pendant le festival
Depuis 1985, les prix Bird Awards ont été présentés au festival North Sea Jazz. Suivant le décès de Paul Acket en 1992, l'organisation est détenue par Mojo Concerts.
En 2006, les Bird Awards est rebaptisé le Paul Acket Award pour rendre un hommage durable à son fondateur du festival. Chaque année, la Fondation BNP Paribas remet le prix Paul Acket à un talent prometteur. Depuis 1998 les Jazz Edison Awards ont également été présentés lors du festival.

### Bird Awards
- 1985 : Miles Davis, Albert Mangelsdorff, John Engels, Han Bennink
- 1986 : David Murray, Martial Solal, Rein de Graaff
- 1987 : Benny Carter, Niels-Henning Ørsted Pedersen, Piet Noordijk
- 1988 : Dizzy Gillespie, Stéphane Grappelli, Willem Breuker
- 1989 : Art Blakey, John Surman, Misha Mengelberg
- 1990 : Stan Getz, Philip Catherine, Ruud Brink
- 1991 : Barry Harris, Rita Reys, Frans Elsen
- 1992 : Norman Granz, Michiel de Ruyter, Pete Felleman
- 1993 : Sonny Rollins, Hans Dulfer, Paul Acket
- 1994 : Ornette Coleman, Pierre Courbois, Dutch Swing College Band
- 1995 : Lionel Hampton, Toots Thielemans, Ernst Reijseger
- 1996 : Ray Brown, Cees Slinger, Pim Jacobs
- 1997 : Clark Terry, Jasper van 't Hof, Greetje Kauffeld
- 1998 : Max Roach, Hein van de Geyn, Aad Bos
- 1999 : Cecil Taylor, Henk Meutgeert, Dick de Winter
- 2000 : J. J. Johnson, Michael Moore, Gerry Teekens
- 2001 : Toon Roos
- 2002 : Joe Zawinul, Eric Vloeimans
- 2003 : Pat Metheny, Rob Madna, Perico Sambeat
- 2004 : Rudy Van Gelder, Martijn van Iterson
- 2005 : Jos Acket, Ben Allison

### Prix Paul-Acket
- 2006 : Han Reiziger, Conrad Herwig
- 2007 : Gianluca Petrella, Dick Bakker (compositeur et directeur du Metropole Orkest)
- 2008 : Adam Rogers
- 2009 : Stefano Bollani, Cees Schrama (animateur de l'émission de radio Tros Sesjun)
- 2010 : Christian Scott, Quincy Jones
- 2011 : Arve Henriksen
- 2012 : Craig Taborn
- 2013 : Anat Cohen, mention honorable pour Kris Davis et Wolfert Brederode
- 2014 : Ambrose Akinmusire
- 2015 : Tigran Hamasyan
- 2016 : Cécile McLorin Salvant
- 2017 : Donny McCaslin
- 2018 : Kaja Draksler

## Galerie

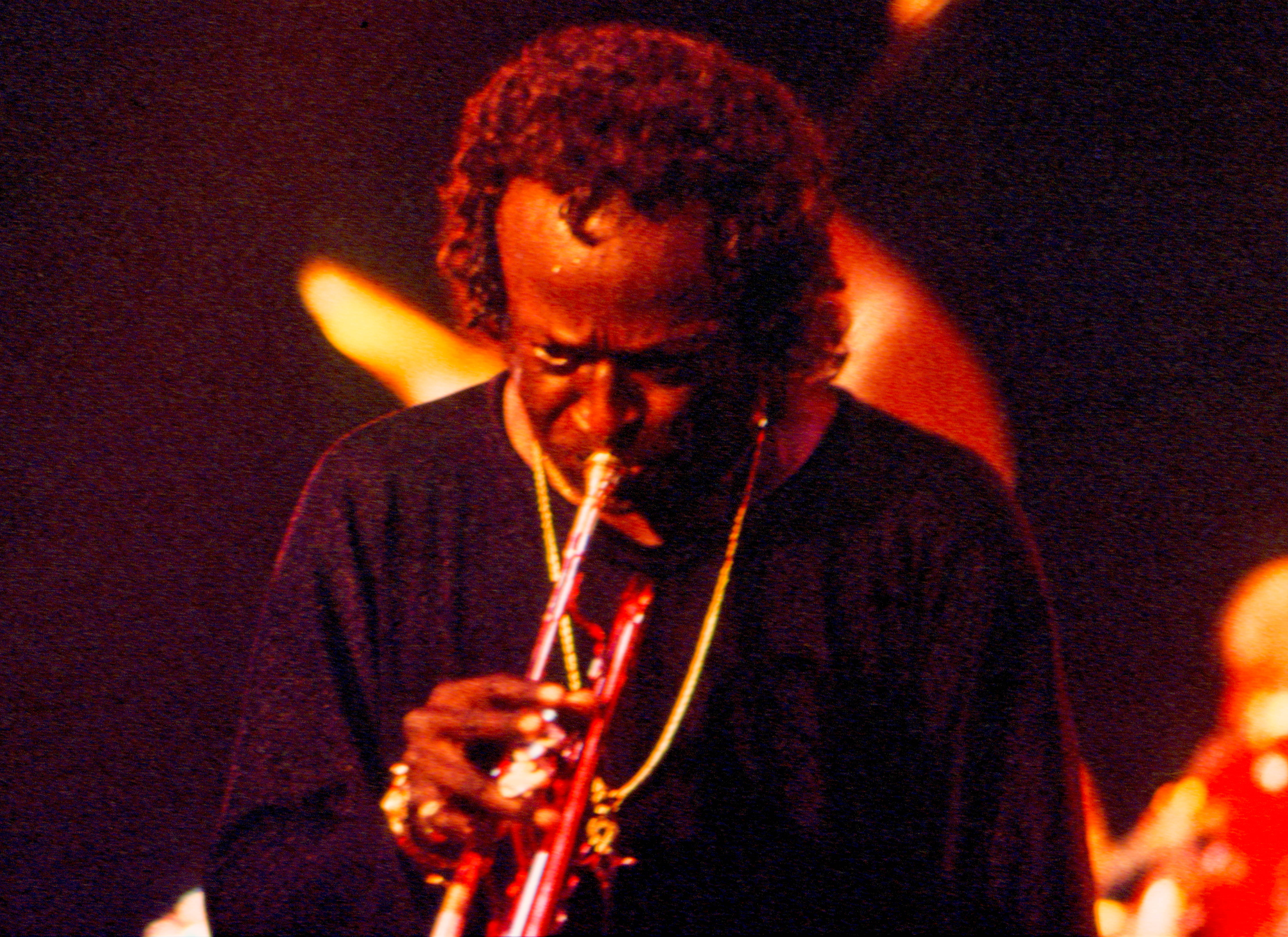
Miles Davis performant au North Sea Jazz Festival en 1985, c'est sa dernière performance au festival.
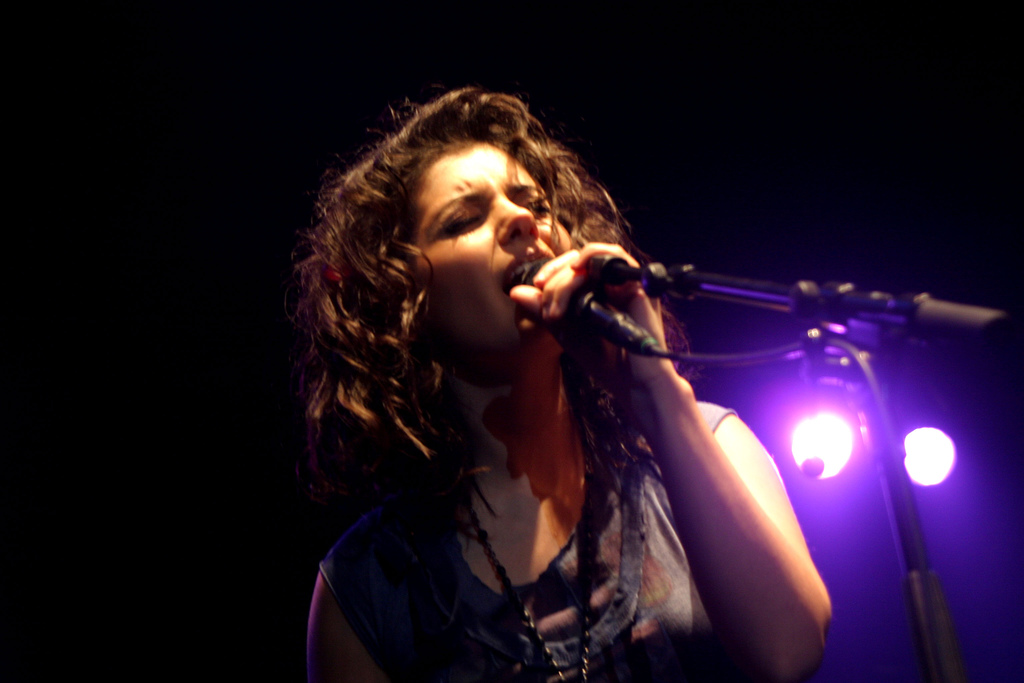
Katie Melua chantant au North Sea Jazz festival en 2007
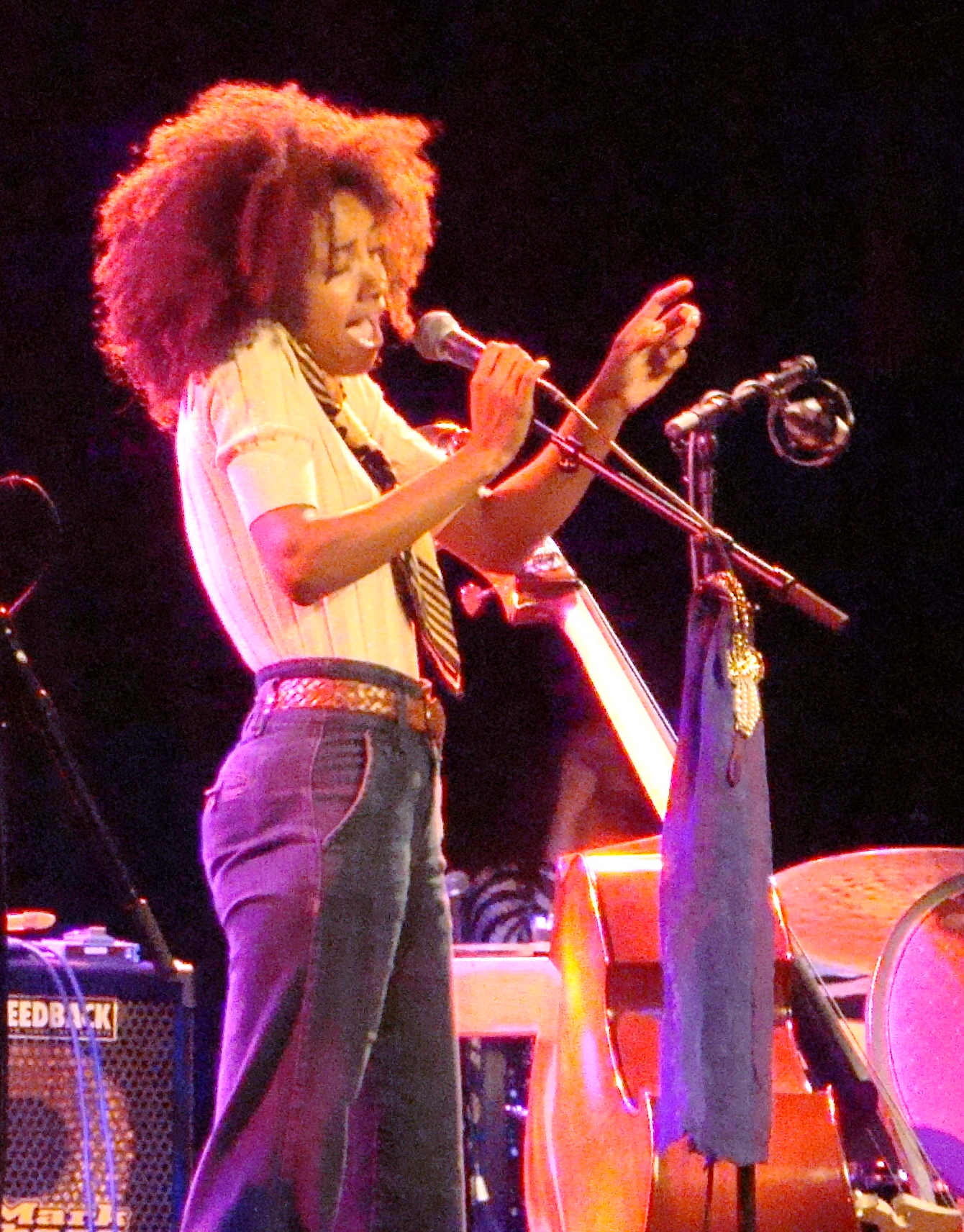
Esperanza Spalding au North Sea Jazz festival de 2009
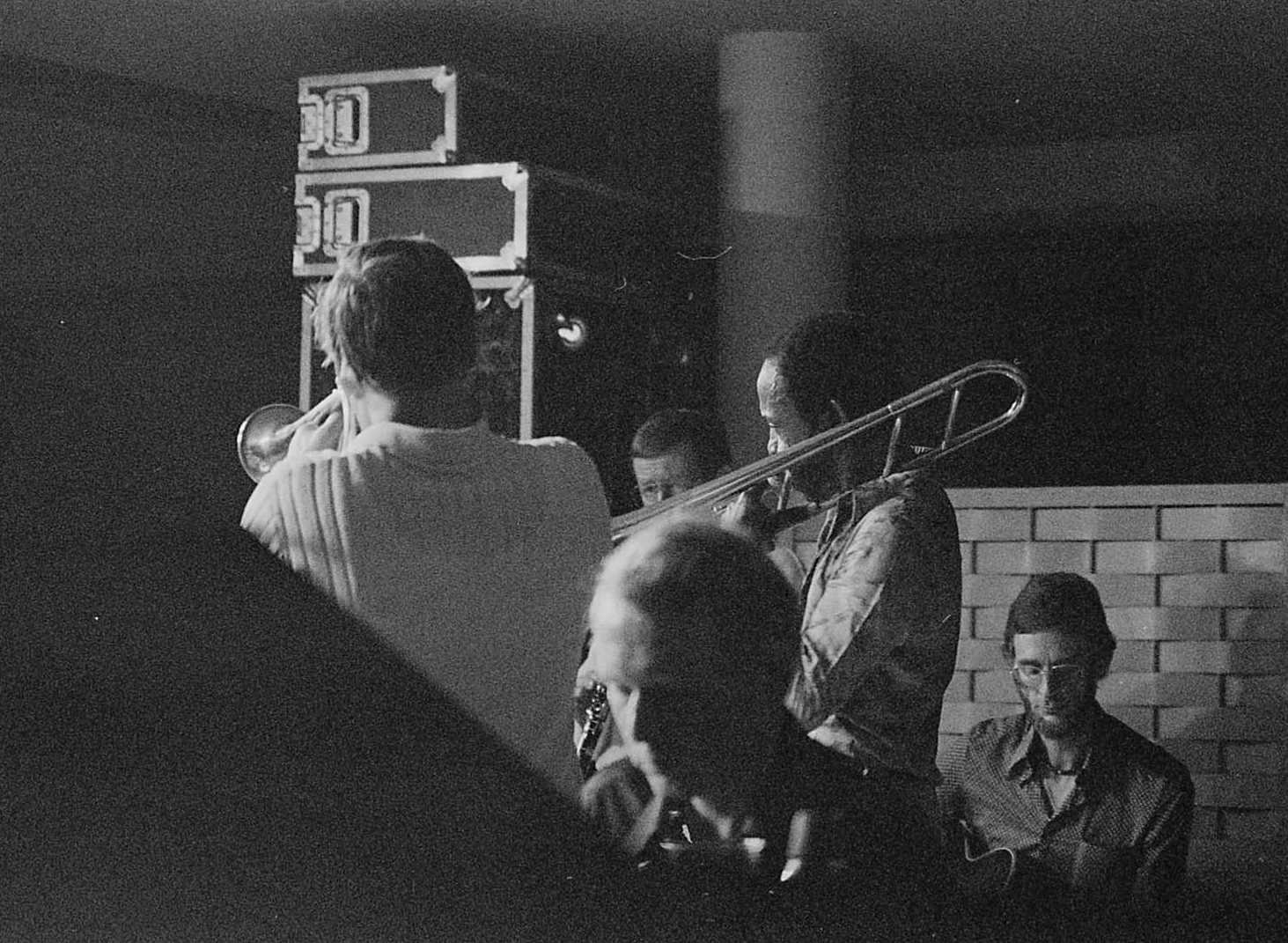
Gene Conners au trombone au North Sea Jazz dans les années 1970
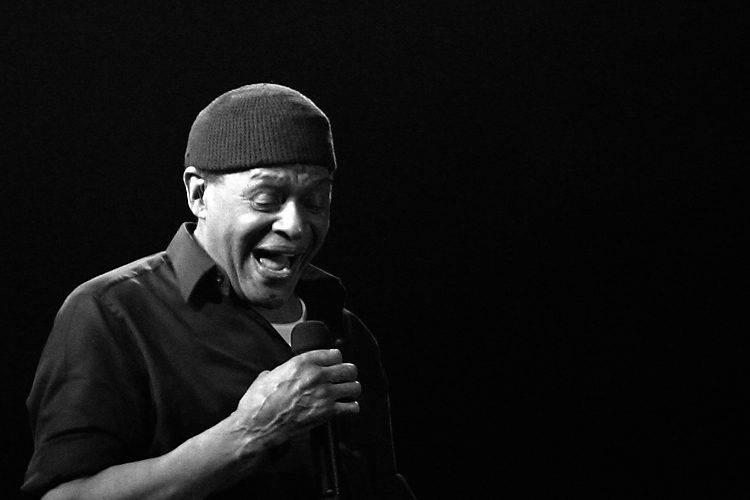
Al Jarreau au North Sea Jazz de 2006
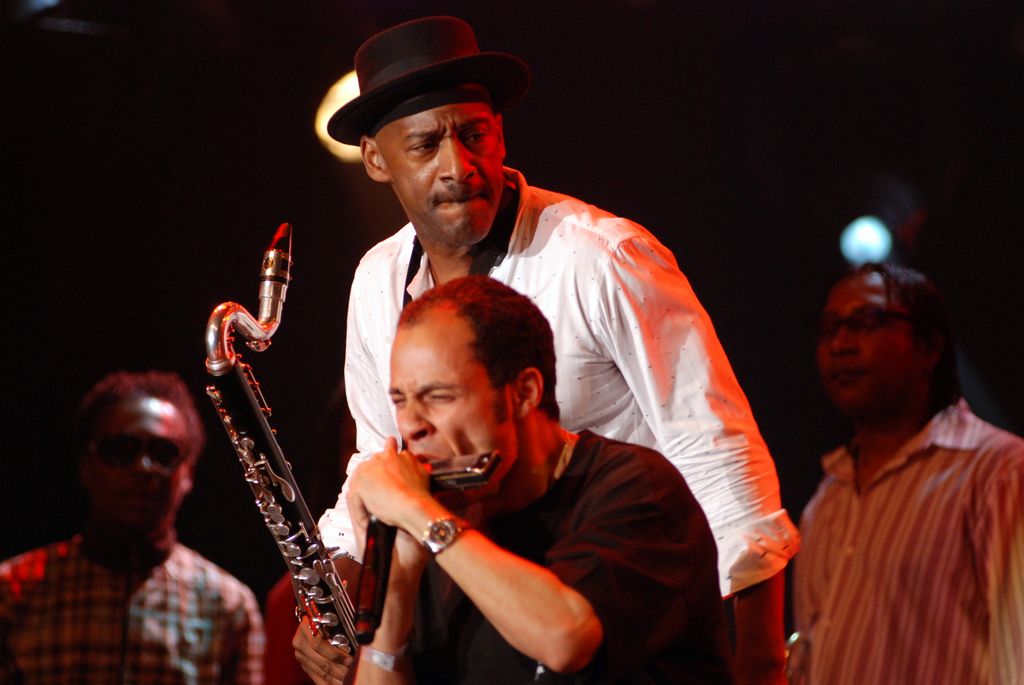
Marcus Miller et Grégoire Maret au l'édition de 2007 du North Sea Jazz Festival